# Commando (film, 1985)
Pour les articles homonymes, voir Commando.
Pour plus de détails, voir Fiche technique et Distribution.
Commando est un film d’action américain de Mark L. Lester, sorti en 1985.

## Synopsis
Ancien soldat des commandos d’élite de la Delta Force, le colonel John Matrix mène une existence paisible aux côtés de sa fille Jenny. Un jour, son ancien supérieur, le général Franklin Kirby, lui rend visite dans sa maison nichée dans la montagne pour le prévenir que des membres de son ancienne unité ont été assassinés par des mercenaires dont on ignore l'identité. Peu après le départ de Kirby, les mercenaires attaquent la maison de Matrix, tuant les soldats que Kirby avait affectés à sa sécurité, et kidnappent Jenny. En essayant de rattraper les ravisseurs, Matrix est maîtrisé et enlevé par les mercenaires, parmi lesquels, à sa plus grande surprise, figure Bennett, un ancien membre de son équipe qui était présumé mort.
Le chef des mercenaires, le général Arius, dictateur déchu du Val Verde (en), que Matrix et son unité avaient délogé du pouvoir, impose à Matrix, s'il tient à revoir sa fille vivante, d'assassiner l'actuel président du pays. Bennett, qui manipule adroitement le dictateur, a pour seule intention derrière ce coup d’État voué à l’échec de déclencher la folie meurtrière de Matrix afin de le pousser à la faute.
Après être monté dans un avion à destination du Val Verde, Matrix parvient à tuer Henriques, le garde chargé de le surveiller jusqu'à destination, et s'enfuit en sautant de l'avion pendant son décollage. N'ayant que onze heures devant lui pour retrouver la trace de sa fille, Matrix retourne à l'aéroport à la recherche de Sully, un autre homme d'Arius, qu'il repère sans difficulté. Il sollicite l'aide d'une jeune hôtesse de l'air, Cindy, que Sully avait vainement essayé de draguer, pour suivre ce dernier en voiture jusqu'à un centre commercial.
Pensant tout d'abord que Matrix est un détraqué, Cindy le dénonce à un agent de sécurité qui est dans un bar du centre commercial. Le garde appelle du renfort pour neutraliser Matrix, mais en vain car celui-ci résiste farouchement pendant qu’il tente d’arrêter Sully. Comprenant que Matrix est en détresse, Cindy lui apporte finalement son aide après avoir vu Sully tirer sur lui. Après une course-poursuite en voiture, Matrix parvient à rattraper Sully, l'interroge et le fait disparaître en le laissant chuter du haut d'une falaise. En fouillant sa veste, Matrix y trouve la clé d'une chambre d'hôtel et s'y rend, accompagné de la jeune femme : il y affronte Cooke, un ancien béret vert travaillant pour Arius. Après un long combat, Matrix tue Cooke et découvre au fur et à mesure des pistes sur le lieu de détention probable de Jenny. Matrix et Cindy se rendent ensuite dans un bâtiment industriel et découvrent sur une carte l’endroit exact où sa fille se trouve, une île à quelques heures de vol.
Afin de s'équiper en armement, Matrix pénètre avec fracas dans une armurerie, mais il est arrêté lors de ses emplettes par des policiers arrivés peu après. C'était compter sans Cindy, qui, grâce à un lance-roquettes, parvient à le faire évader du fourgon de police. Le duo se rend à la marina, contrôlée par Arius, et s'empare d'un hydravion pour se rendre sur l'île où Jenny est captive.
Lorsqu'ils arrivent sur les lieux, Matrix demande à Cindy de contacter Kirby par radio, puis, lourdement armé, il se rend à la villa d'Arius. Au cours de l'assaut, Matrix extermine l’armée privée d'Arius puis tue le dictateur. Jenny, qui a réussi à fuir la pièce où elle était détenue, est rattrapée par Bennett. Matrix les retrouve et se décide à affronter un Bennett ivre de vengeance dans une bagarre acharnée, jusqu'à ce que Matrix le tue en le transperçant d'un tuyau. C'est alors que Kirby, à la tête d'un détachement militaire, débarque sur l'île où il retrouve Matrix et Jenny. Kirby demande alors à Matrix de reformer son unité de forces spéciales, mais ce dernier décline l'offre et quitte l'île avec Jenny et Cindy à bord de l'hydravion.

## Fiche technique
- Titre : Commando
- Réalisation : Mark L. Lester
- Scénario : Steven E. de Souza, d'après une histoire de Joseph Loeb III, Matthew Weisman et Steven E. de Souza
- Musique : James Horner
- Décors : John Vallone
- Costumes : Robert B. et Enid Harris
- Photographie : Matthew F. Leonetti
- Son : Don Johnson
- Montage : Glenn Farr, Mark Goldblatt et John F. Link
- Production : Joel Silver
- Production associée : Joseph Loeb III et Matthew Weisman
- Co-production associée : Stephanie Brody et Robert Kosberg
- Sociétés de production : SLM Production Group, Silver Pictures et 20th Century Fox
- Sociétés de distribution : 20th Century Fox
- Budget : entre 9 et 10 millions de dollars[1],[2]
- Pays de production :  États-Unis
- Langue originale : anglais
- Format : couleur (DeLuxe) — 35 mm — 1,85:1 — son Dolby Stéréo
- Genre : action
- Durée : 90 minutes, 92 minutes (version director's cut)
- Dates de sortie :
  - États-Unis : 4 octobre 1985
  - France : 5 février 1986
- Public :
  - États-Unis Classification MPAA : R (Restricted) (certificate #27763)[3]
  - France Classification CNC : interdit aux moins de 12 ans (visa d'exploitation no 61006 délivré le 10 janvier 1986)[4]

## Distribution
- Arnold Schwarzenegger (VF : Richard Darbois) : le colonel John Matrix
- Rae Dawn Chong (VF : Maïk Darah) : Cindy
- Dan Hedaya : le général Arius
- Vernon Wells (VF : Jacques Frantz) : le capitaine Bennett
- James Olson (VF : Jean-Pierre Moulin) : le général Franklin Kirby
- David Patrick Kelly (VF : Jean-Claude Montalban) : Sully
- Alyssa Milano (VF : Valérie Siclay) : Jenny Matrix
- Bill Duke (VF : Tola Koukoui) : Cooke
- Drew Snyder (VF : Philippe Peythieu) : Lawson
- Sharon Wyatt (en) : Leslie
- Michael Delano (en) (VF : Marcel Guido) : Forrestal
- Bob Minor (VF : Philippe Peythieu) : Jackson
- Michael Adams : Harris
- Gary Cervantes : Diaz
- Lenny Juliano (VF : Philippe Peythieu) : un soldat
- Charles Meshack : Henriques
- Chelsea Field : l'hôtesse de l’air chez Western Flight (Vicky)
- Julie Hayek (en) : l'hôtesse de l’air chez Western Flight (Suzanne)
- Walter Scott : Cates
- Greg Wayne Elam (VF : Pascal Renwick) : Biggs
- George Fisher : un membre de la sécurité du centre commercial
- Phil Adams (VF : Michel Derain) : l'officier de police dans le centre commercial
- Ava Cadell (en) : la femme dans le lit au motel
- Mikul Robins : l'homme dans le lit au motel
- Branscombe Richmond : Vega
- Matt Landers : Fred
- Peter DuPont : Daryl
- Tom Simmons : le chauffeur du général Franklin Kirby
- Bill Paxton (VF : Philippe Peythieu) : intercepteur

## Production

### Pré-production
Le premier titre choisi pour ce film était tout simplement Matrix.

### Choix des interprètes
Dans le rôle de l’immonde Bennett, l’acteur australien Vernon Wells (grand spécialiste des méchants avec Mad Max 2 ou L’Aventure Intérieure) livre une interprétation particulièrement mémorable. Le jeu outrancier, les répliques cultes (« Bienvenue John, j’suis content que tu sois venu ! »), sa cotte de mailles anachronique, sa ressemblance étrange avec Freddie Mercury font de Bennett le personnage le plus populaire de Commando. Participant au site hommage, Vernon Wells obtient même le plus haut pourcentage de sympathie avec 44 % pour Bennett contre 31,2 % pour Matrix.
Même s’il n’ont pas de scènes communes, ce film a permis à Arnold Schwarzenegger et Bill Paxton de se recroiser juste un an après s’être rencontrés sur le tournage de Terminator. Ils rejoueront ensemble une dernière fois en 1994 dans True Lies. Schwarzenegger retrouvera aussi deux ans plus tard Bill Duke (qui joue Cooke dans ce film) dans le film Predator.
Pour le rôle de John Matrix, Nick Nolte était à l'origine pressenti de jouer le rôle principal (obtenu par Arnold Schwarzenegger), tandis que Wings Hauser devait incarner le rôle de Bennett, rôle obtenu par Vernon Wells.
En dehors d'Alyssa Milano, qui a été choisie pour l'incarner, plusieurs actrices avaient auditionné pour le rôle de Jenny Matrix : Winona Ryder, Shannen Doherty, Elisabeth Shue, Drew Barrymore, Jennifer Connelly et Patricia Arquette.

### Tournage
- États-Unis : Beverly Hills, Californie
- États-Unis : Long Beach, Californie
- États-Unis : Los Angeles, Californie

## Accueil

### Critique
Commando rencontre un accueil critique majoritairement positif. Sur le site agrégateur de critiques Rotten Tomatoes, le film obtient un score de 71 % d'avis favorables, sur la base de 34 critiques collectées et une note moyenne de 5,90/10. Voici la synthèse qu'en propose le site : « Le film par excellence du Schwarzenegger des années 80, comportant intrigue minimale, action surdimensionnée et succession interminable de mots d'esprit. » Sur Metacritic, le film obtient une note moyenne pondérée de 51 sur 100, sur la base de 7 critiques collectées ; le consensus du site indique : « Avis mitigés ou moyens ».
Dans l'ensemble, les critiques reconnaissent l'humour du film (de type tongue-in-cheek, littéralement « langue dans la joue », c-à-d. ironique, espiègle), aussi bien que son statut de film culte.
Pour le critique Robert-Claude Bérubé du site Mediafilm : « Après FIRST BLOOD et RAMBO, cette production poursuit la vogue des films bulldozers où le héros arrive au but en écrasant tout sur son passage. Ce qui compte avant tout dans ces productions, c'est de satisfaire l'amateur d'action violente sans faire appel à ses facultés intellectuelles. Les péripéties se bousculent dans une succession de scènes à faire où le bruit et la fureur l'emportent sur la logique et la vraisemblance. Il y a un certain savoir-faire dans la réalisation technique mais la conception d'ensemble s'avère par trop simpliste. Arnold Schwarzenegger joue avec la subtilité d'un taureau enragé ».

### Box-office
Commando est un succès commercial à sa sortie. Avec un budget de 11 millions de dollars, il génère rien qu'aux États-Unis plus de 35 millions de dollars de recettes, après avoir occupé la première place du box-office pendant les trois premières semaines d'exploitation.
| Week-end | Week-end                           | Rang | Recettes    | Cumul        | no 1 du box-office hebdo.                    |
| -------- | ---------------------------------- | ---- | ----------- | ------------ | -------------------------------------------- |
| 1        | du 4 octobre au 6 octobre 1985     | 1    | 7 700 015 $ | 7 700 015 $  | Commando                                     |
| 2        | du 11 octobre au 14 octobre 1985   | 1    | 6 540 130 $ | 16 939 579 $ | Commando                                     |
| 3        | du 18 octobre au 20 octobre 1985   | 1    | 4 171 033 $ | 22 381 921 $ | Commando                                     |
| 4        | du 25 octobre au 27 octobre 1985   | 3    | 2 756 795 $ | 26 392 936 $ | À double tranchant                           |
| 5        | du 1er novembre au 3 novembre 1985 | 6    | 1 941 093 $ | 29 224 523 $ | Le Justicier de New York                     |
| 6        | du 8 novembre au 10 novembre 1985  | 10   | 1 302 673 $ | 31 158 395 $ | Le Justicier de New York                     |
| 7        | du 15 novembre au 17 novembre 1985 | 12   | 972 010 $   | 32 615 695 $ | Vampire Forever                              |
| 8        | du 22 novembre au 24 novembre 1985 | 14   | 867 262 $   | 33 814 199 $ | Allan Quatermain et les mines du roi Salomon |

En France, hormis ses autres séries de films, Commando est le film d'Arnold Schwarzenegger qui connaît le plus grand succès, totalisant 2 577 215 entrées. C'est son 4e meilleur film sorti en France, derrière Terminator 2 : le jugement dernier (6,1 millions d'entrées), Terminator 3 : le soulèvement des machines (3,3 millions d'entrées) et Terminator (plus de 3 millions d'entrées).
| Semaine | Semaine                          | Rang | Entrées | Cumul     | no 1 du box-office hebdo.  |
| ------- | -------------------------------- | ---- | ------- | --------- | -------------------------- |
| 1       | du 5 février au 11 février 1986  | 1    | 802 943 | 807 725   | Commando                   |
| 2       | du 12 février au 18 février 1986 | 1    | 545 123 | 1 352 848 | Commando                   |
| 3       | du 19 février au 25 février 1986 | 2    | 320 876 | 1 673 724 | Les Longs Manteaux         |
| 4       | du 26 février au 4 mars 1986     | 4    | 216 640 | 1 890 364 | Trois hommes et un couffin |
| 5       | du 5 mars au 11 mars 1986        | 6    | 140 461 | 2 030 825 | Trois hommes et un couffin |
| 6       | du 12 mars au 18 mars 1986       | 8    | 116 535 | 2 147 360 | Trois hommes et un couffin |
| 7       | du 19 mars au 25 mars 1986       | 11   | 81 658  | 2 229 018 | Conseil de famille         |
| 8       | du 26 mars au 1er avril 1986     | 13   | 55 733  | 2 284 751 | Highlander                 |
| 9       | du 2 avril au 8 avril 1986       | 16   | 40 344  | 2 325 095 | Highlander                 |
| 10      | du 9 avril au 15 avril 1986      | 19   | 25 275  | 2 350 370 | Out of Africa              |
| 11      | du 16 avril au 22 avril 1986     | 22   | 17 154  | 2 367 524 | Out of Africa              |

## Autour du film
- Dans Commando, des répliques humoristiques cultes sont employées pour donner un petit air de comédie. Par exemple, lors de la scène dans l’avion, Matrix tue Henriques et dit à une hôtesse de l’air : « Ne dérangez pas mon ami, il est mort de fatigue » (Don’t disturb my friend, he’s dead tired)[11]. Arnold Schwarzenegger n'oublie pas non plus sa célèbre réplique qu'il fait dans plusieurs de ses films : « I'll be back, Bennett » (« Je reviendrai, Bennett ») ; Bennett réplique par « I’ll be ready, John » (« Je serai prêt, John »)[11]. Une autre réplique culte de Schwarzenegger est quand il dit « J'ai menti » (« I lied ») alors qu'il avait promis à Sully qu'il le descendrait en dernier, lorsqu'il le laisse chuter dans le précipice, Schwarzenegger utilise aussi cette réplique dans Terminator 3 et Expendables 3.
- Commando est le film où Arnold Schwarzenegger a le plus de morts à son actif ; son personnage tue 81 personnes, dépassant de loin son personnage dans Total Recall avec 44 morts[12].
- Le film est parodié dans Hot Shots! 2, tandis que son personnage principal, John Matrix, est parodié dans la série télévisée Les Simpson (le personnage de Rainier Wolfcastle, alias McBain, étant une caricature d’Arnold Schwarzenegger) ; dans le jeu vidéo Broforce, Matrix fait partie des « bros » jouables, sous le pseudonyme de « Brommando ».

- Commando contient plusieurs erreurs de continuité et d'autres erreurs.
  - Pendant que Matrix pousse son véhicule sport utilitaire (Chevrolet Blazer) pour le faire avancer, un fil apparaît, accroché derrière la voiture.
  - Dans la scène où Matrix se réveille après s’être fait capturer, Sully ne porte pas de lunettes de soleil sur lui, avant qu’on ne le revoie portant des lunettes.
  - Dans cette même scène, la bretelle gauche de la salopette de Jenny s’est détachée pour ensuite être de nouveau attachée, avant d'apparaître à nouveau détachée.
  - Lorsque Matrix suspend Sully au-dessus du vide avec une seule main, on peut voir sur la cheville gauche de ce dernier un fil qui le maintient.
  - Lors de la poursuite en voiture, le côté gauche de la voiture de Sully est endommagée et celle-ci finit sa course sur le côté du conducteur. Mais, après la mort de Sully et une fois qu’elle est remise sur ses roues par Matrix et qu’elle repart, la voiture est à nouveau intacte.
  - Dans la chambre du motel où Matrix et Cooke se battent, quelques-uns des carreaux de verre de la douche tombent et sont immédiatement replacés sur le plan suivant. Dans cette même scène, la lampe tombe à la renverse et au plan suivant est à nouveau debout.
  - Lorsque Cindy rate son premier tir avec un lance-roquettes en le tenant dans le mauvais sens, le couvercle de l’arme n’apparaît pas mais il est présent quand elle retourne l’arme pour s’en servir une seconde fois.
  - Arrivé sur l’île, Matrix utilise des jumelles militaires ; le plan se déplace vers la droite tandis qu’au plan suivant, Matrix regarde vers la gauche.
  - Matrix applique son maquillage de camouflage après avoir mis sa veste ; pourtant, lorsqu’il ôte celle-ci pour examiner sa blessure, on constate qu’il est également maquillé en dessous.
  - Les « explosifs » employés par Matrix pour détruire les casernements des soldats sur l'île sont en fait des mines Claymores.
  - Lorsque Matrix tue des soldats en leur balançant des grenades, on peut vaguement apercevoir les trampolines projetant les figurants (des cascadeurs).
  - Lorsque Matrix et Cindy prennent l'hydravion, ils se font tirer dessus et on voit plusieurs impacts de balles sur la carlingue de l'appareil. À la fin du film, quand ils reprennent l'hydravion, la carlingue est comme neuve, sans aucune trace d'impacts.